# San Luis Potosí (állam)
San Luis Potosí szövetségi állam Mexikóban, az ország középső ill. északi részén. Északon Coahuila és Új-León, északkeleten Tamaulipas, keleten Veracruz, délkeleten Hidalgo, délen Querétaro, Guanajuato és Jalisco, nyugaton Zacatecas szövetségi állammal határos.

## Népesség
Ahogy egész Mexikóban, a népesség növekedése San Luis Potosí államban is gyors, ezt szemlélteti az alábbi táblázat:
| Év   | Lakosság  |
| ---- | --------- |
| 1990 | 2 003 187 |
| 1995 | 2 200 763 |
| 2000 | 2 299 360 |
| 2005 | 2 410 414 |
| 2010 | 2 585 518 |

## Turizmus, látnivalók
Az állam területén két nemzeti park terül el: az El Potosí és a Gogorrón. Délkeleti vidékén, Aquismón község területén két híres természeti látnivaló található: a Fecskefészek-barlang és a Tamul-vízesés. A Huasteca Potosina nevű vidék az állam keleti részén terül el, kedvelt pihenőhely a mexikóiak körében, bár nemzetközileg kevéssé ismert.
Az épített környezet is több helyre vonzza a turistákat: különösen a főváros, San Luis Potosí történelmi belvárosát és az állam északi részén fekvő egykori bányászvárost, Real de Catorcét keresik fel. Xilitla mellett található a Las Pozas nevű szürrealista szoborpark.